# Oscar del Priore
Oscar del Priore ( Buenos Aires, Argentina, 11 de febrero de 1944 ) es un docente, musicógrafo, locutor y conductor radial conocido especialmente como estudioso y difusor del tango.

## Actividad profesional
Sus primeros tangos los escuchó en una calesita que estaba en la cuadra de su casa. Tenía familiares vinculados a la radio, su tío Salvador ya conducía programas al final de la década de 1920 y su padre que era locutor le permitía concurrir a la radio donde trabajaba, y fue así que comenzó a ver a las grandes orquestas personalmente y a gustar del tango, naciendo sus dos vocaciones: la radio y el tango. A la edad de 16 años, en 1960, concursó en el programa televisivo Odol pregunta y ganó doscientos mil pesos al contestar con acierto preguntas sobre el tango y dos años después se recibió de locutor en el Instituto Superior de Enseñanza Radiofónica. Comenzó con algunas colaboraciones radiales y a partir de 1964 tuvo sus propias audiciones en Radio Municipal y, mucho más adelante, en la FM 92.7 Radio de la Ciudad, "La 2x4". Se inició como conductor radial en 1973 en el programa A través del tango, y su trabajo en esas radios constituye una de las más largas permanencias en la radiotelefonía argentina. Integró los elencos de audiciones con conductores de la fama de Héctor Larrea, Fernando Bravo y Cacho Fontana, entre otros.
Entre 1974 y 1992 fue el presentador de los locales tangueros El Viejo Almacén y Caño 14 y también de la Orquesta del Tango de Buenos Aires desde su fundación en 1980.
Trabajó en la industria discográfica como productor y como redactorde los  textos para las contratapas de los larga duración. En 1964 ya estaba trabajando en Radio Municipal con mis audiciones de tango, dando conferencias, y escribiendo en el diario El Mundo y en la revista La Hora notas sobre el tema. Además me vinculé a las discográficas, que me encargaban textos para las contratapas de los long plays. Pero si hablamos de periodismo, creo que esas notas mencionadas fueron una avanzada en una época en la que no se escribía mucho sobre tango en los medios de difusión. El estar en el diario El Mundo me permitió conocer a mucha gente que yo admiraba, como el poeta Raúl González Tuñón, que allí trabajaba como periodista., colaboró en diversos medios gráficos, radiales y televisivos. Sus notas y ensayos se aparecieron en Buenos Aires tango y lo demás, El Chamuyo, Clave, El Mundo, Talia, El Tangauta, Tango XXI, Viva el Tango y otras publicaciones. Posee una de las mayores colecciones de grabaciones de tango del mundo.
Entre 1986 y 1987 formó parte de La mañana de Radio Buenos Aires en Radio Buenos Aires, junto a Raúl Urtizberea, Oscar Otranto, Silvia Fernández Barrio y Carlos Burone.
Fue acogido como miembro por las Academias del Lunfardo y Nacional de Tango. Integró la Universidad del Tango, que fuera creada en 1991 por la entonces Municipalidad de Buenos Aires, fue profesor de Tango y Música, Tango y Literatura, y Lunfardo en la Universidad Nacional de las Artes, musicógrafo del Centro de Divulgación Musical del Gobierno de la Ciudad de Buenos Aires y de la Orquesta de Tango de la Ciudad de Buenos Aires, miembro del CAMU Consejo Argentino de la Música, dependiente de la UNESCO  y jurado en 1985 en el rubro Música popular en la Fundación Konex. Entre las obras que escribió se encuentran Breve reseña de la historia del Tango; A mí se me hace cuento. Historias ocultas del tango(2010) y Cien tangos fundamentales, Ediciones Aguilar, 1998, ambos con Irene Amuchástegui; Los cantores del tango; Homero Expósito; Julián Plaza; 2 x 4 = Tango, con José Colángelo; Inventario del Tango, del Fondo Nacional de las Artes, con Horacio Ferrer; Osvaldo Pugliese; Pugliese, una vida en el tango; El tango, de Villoldo a Piazzolla, Ediciones Manantial, 1999; El tango en sus letras; Toda mi vida, con Aníbal Troilo, (J.V.E. Ediciones, 2003; y Yo Gardel, Ediciones Aguilar, 1999.
Fue galardonado con la Orden del Porteño de la Asociación Gardeliana Argentina, y de la Orden del Buzón, del Museo Manoblanca. La Sociedad Argentina de Escritores le otorgó el Premio Benito Lynch y recibió asimismo los Premios Carlos Gardel y Discepolín. En una consulta popular organizada por APORTA (Ateneo Porteño del Tango) y la Legislatura de la Ciudad de Buenos Aires fue considerado el mejor comentarista de tango del siglo XX y la Legislatura mencionada lo declaró Personalidad Destacada de la Cultura de la Ciudad de Buenos Aires.

## Letrista
Escribió la letra de diversas obras que luego fueron musicalizadas, tales como los tangos Aquella calesita, música de Enrique Cantore; A través del tango, con Armando Pontier; Como si fuera un cristal y Luz de una ilusión, (con Víctor D´Amario; Como un tango, con Ubaldo de Lío y Celso Amato y Cerca de tu rebelión, con José Colángelo; el vals Evocando a la Flaca, con Pastor Cores y Héctor Negro y la milonga Canción sin fronteras, con Leopoldo Federico.

## Relación con el cine
En 1985 fue asesor musical en el filme Gardel, el alma que canta, dirigido por Carlos Orgambide.
En 1987 colaboró en el guion del largometraje de ficción Tango Bar coproducida con Puerto Rico y dirigida por Marcos Zurinaga. 
En 2004 apareció como entrevistado en el largometraje Los guardianes del ángel, un documental con guion y dirección de Adrián Lorenzo y Juan Pablo Martínez que mezcla la ficción y los testimonios mientras va descubriendo la vida del bandoneón mayor de Buenos Aires, Aníbal Troilo. 
En 2012 participó con su voz en el filme Gricel. Un amor en tiempo de tango, un largometraje documental dirigido y guionado por Jorge Leandro Colás sobre el romance de José María Contursi y una muchacha de pueblo llamada Gricel.

## Televisión
Entre otras intervenciones, se recuerda su participación en la miniserie de 2015 Tango Pasión Argentina.